# گمینا اننوپول
گمینا اننوپول (به لهستانی:  Gmina Annopol) یک گمینا در لهستان است که در شهرستان کراشنگک واقع شده‌است. گمینا اننوپول ۱۵۱٫۰۷ کیلومتر مربع مساحت و ۹٬۰۳۶ نفر جمعیت دارد.